# Kegyetlen románc
A Kegyetlen románc egy Osztrovszkij Hozomány nélküli menyasszony c. drámája nyomán 1984-ben készült szovjet film, amit Eldar Rjazanov rendezett, a főszerepeket az ebben a filmben debütáló Larisza Guszejeva, Alisza Frejndlih és az Oscar-díjas filmrendező Nyikita Mihalkov alakította.
A művet korábban (1936-ban) is megfilmesítették.
A múlt század ötvenes éveinek közepén vagyunk, „valahol Oroszországban”, a Volga partján, néhány évvel a jobbágyfelszabadítás előtt, I. Miklós cár uralkodásának utolsó évében,... Turgenyev, Gogol, Goncsarov világa ez, az általuk is bemutatott sajátos orosz kisvárosi közegben játszódik a szép Larisza érdekházasságának féltékenységi drámába és tragédiába torkolló története.
A filmben hallható dalszövegek szerzői: Bella Ahmadulina, Marina Cvetajeva és Eldar Rjazanov.